# Iguana
Iguana este un gen de șopârle erbivore, care se găsesc în zonele tropicale din Mexic, America Centrală, America de Sud și Caraibe. Acest gen a fost descris pentru prima dată în 1768 de către naturalistul austriac Josephus Nicolaus Laurenti în cartea sa Specimen Medicum, Exhibens Synopsin Reptilium Emendatam cum Experimentis circa Venena. În cadrul genului sunt incluse două specii: iguana verde, care este răspândită în toate zonele sale de răspândire și este un animal de companie popular, și iguana din Antilele Mici, care este originară din Antilele Mici.
Analizele genetice indică faptul că iguana verde ar putea cuprinde un complex de mai multe specii, dintre care unele au fost descrise recent. Cu toate acestea, baza de date Reptile Database le consideră pe toate acestea ca fiind subspecii ale iguanei verzi.
Cuvântul „iguana” derivă din limba taino  „iwana”. În afară de cele două specii din genul Iguana, există și alte câteva genuri înrudite din aceeași familie care poartă nume comune care includ cuvântul „iguana”.
Specia este populară ca animal de companie, iar iguanele non-native au fost introduse pe scară largă în afara zonei lor native, inclusiv în Insula Ishigaki, Peninsula Florida, Hawaii, Singapore, Thailanda, Taiwan și în numeroase insule cu populații native de iguane din Antilele Mici.

## Anatomie și fiziologie

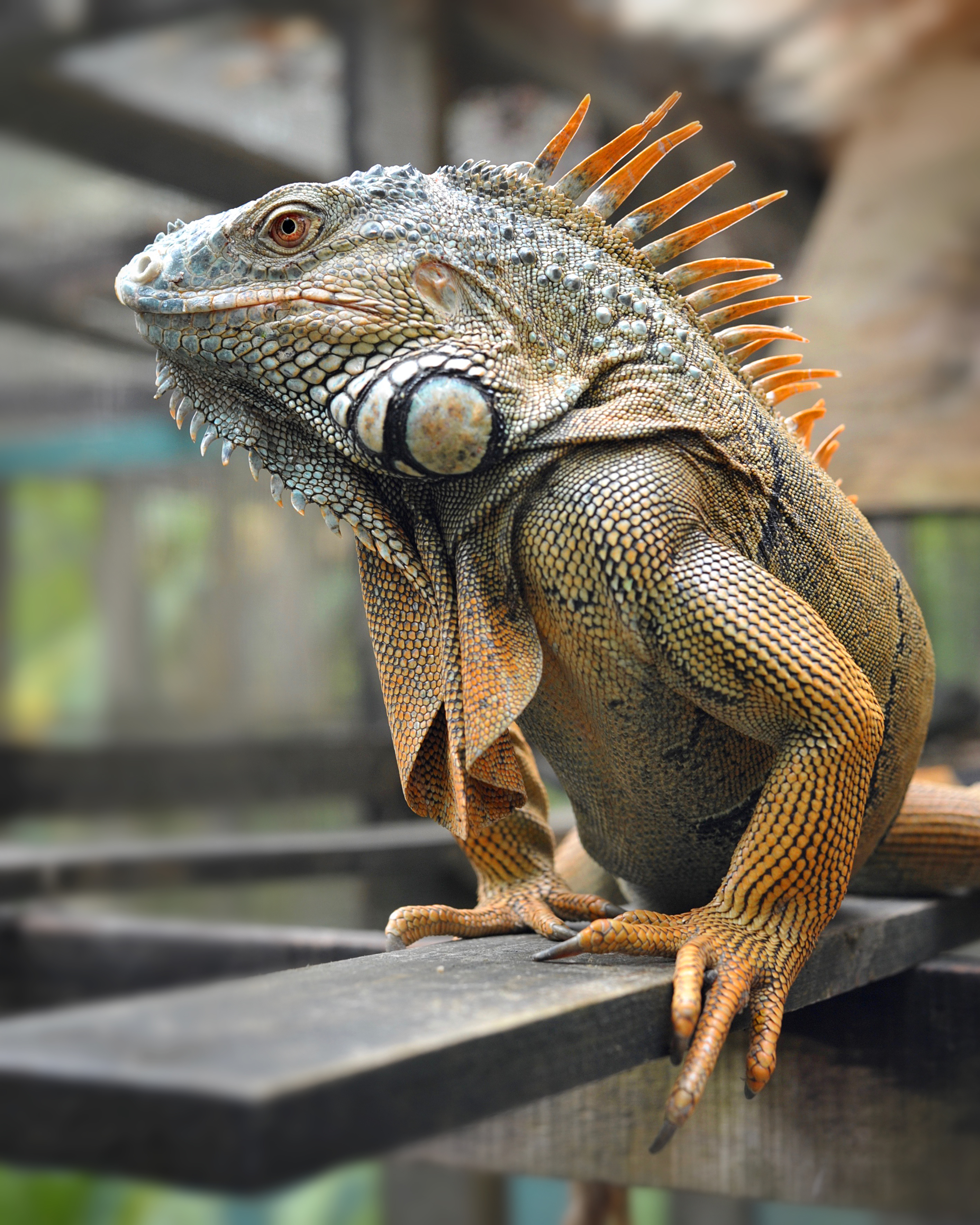
Un mascul de iguană verde

Iguanele sunt șopârle mari, cu o lungime variind între 1,2 și 2,0 metri, inclusiv coada, cu o creastă dorsală care rulează de-a lungul spinării. Iguanele au o varietate de solzi care acoperă diferite zone ale corpului lor. De exemplu, solzi tuberculați mari și rotunzi sunt împrăștiați în jurul regiunii laterale a gâtului, printre solzi mai mici și suprapuși. Solzii de pe trunchiul dorsal al corpului lor sunt, de asemenea, mai groși și mai strâns strânși decât cei de pe părțile ventrale. Acești solzi pot fi de diferite culori și nu sunt întotdeauna vizibili de la distanțe mici. Iguanele au, de asemenea, un solz mare și rotund pe fiecare obraz, cunoscut sub numele de scut subtimpanic.
Iguanele au o vedere ascuțită și pot vedea forme, umbre, culori și mișcări la distanțe mari. Acuitatea vizuală a iguanelor le permite să navigheze prin păduri dense și să localizeze hrana. Ele utilizează semnale vizuale pentru a comunica cu alți membri ai aceleiași specii.
Timpanul iguanei este situat deasupra scutului subtimpanic (sau „scutul urechii”), în spatele fiecărui ochi. Acest timpan le permite să detecteze sunete din mediul lor înconjurător.
Iguanele sunt adesea greu de observat, deoarece tendința lor naturală este să se amestece în mediul înconjurător, iar coloritul lor le permite să se ascundă de prădătorii mai mari. De exemplu, iguana verde poate schimba culoarea pielii sale în funcție de mediul înconjurător, pentru a se camufla mai bine și a evita detectarea de către prădători.
La fel ca majoritatea reptilelor, iguana are o inimă cu trei camere, cu două atrii, un ventricul și două aorte cu circulație sistemică, asemănătoare cu majoritatea reptilelor.
Mușchii iguanei au o culoare deschisă, datorită proporției ridicate de fibre musculare glicolitice cu contracție rapidă (tip A). Aceste fibre A nu sunt foarte vascularizate și au un conținut scăzut de mioglobină, ceea ce le conferă aspectul palid. Această densitate mare de fibre A permite iguanelor să se miște foarte rapid pentru o perioadă scurtă de timp, ceea ce facilitează mișcările în rafale scurte. Totuși, aceste fibre sunt ineficiente pentru mișcări de lungă durată, deoarece respirația celulară în fibrele A este anaerobă.
Unele specii de șopârle, inclusiv iguanele, au un solz palid în partea din spate a capului care marchează ochiul parietal. Acest organ, denumit glanda parietală sau glanda pineală a șopârlelor, este implicat în reglarea ritmului circadian al corpului. Glanda pineală este sensibilă la schimbările de iluminare și trimite semnale către alte părți ale creierului pentru a regla comportamentul și metabolismul în funcție de momentul zilei.

### Morfologia craniului și dieta

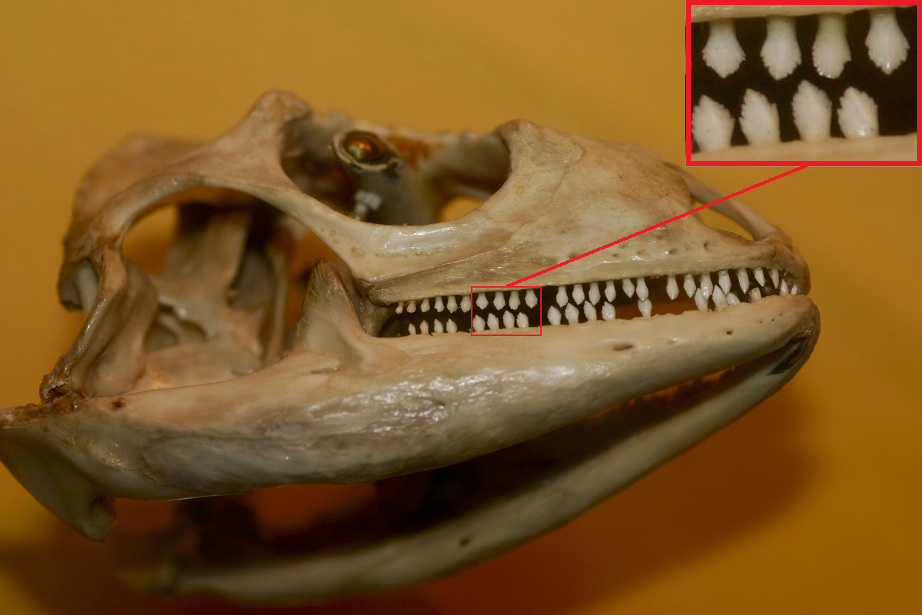
Craniu și dinți de iguană verde

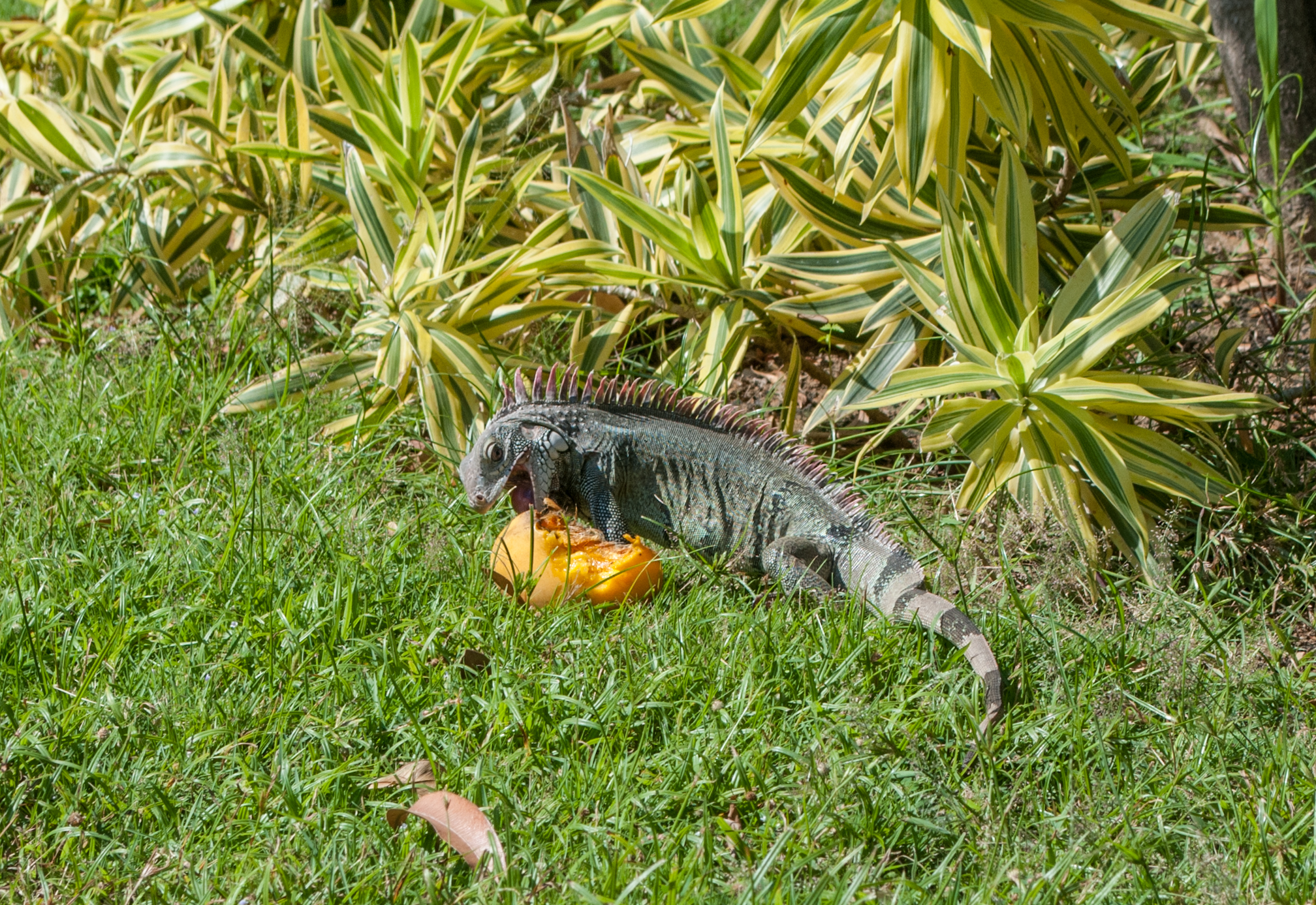
Imaginea unei iguane verzi care mănâncă un mango în Venezuela.

Iguanele sunt cunoscute drept șopârle erbivore, hrănindu-se exclusiv cu vegetație și frunze, conform unor surse verificate. Această alegere dietetică a impus o serie de adaptări la nivelul craniului și corpului acestor reptile pentru a putea procesa și digera eficient materia vegetală. Un studiu a demonstrat că iguanele au dezvoltat o forță de mușcătură mai mare în raport cu mărimea lor, față de reptilele carnivore sau omnivore. Modificările la nivelul craniului iguanelor au permis dezvoltarea unei forțe de mușcătură puternice și o procesare eficientă a vegetației. Pentru a obține acest lucru din punct de vedere biomecanic, șopârlele erbivore au cranii mai înalte și mai late, boturi mai scurte și corpuri mai mari în comparație cu reptilele carnivore și omnivore. Aceste adaptări le permit iguanelor să aibă o prezență musculară mai mare, sporind capacitatea craniului de a rezista la forțe mai puternice.
Dinții iguanei sunt acrodontali, adică se află deasupra osului maxilar și se proiectează în sus. Acest tip de dinți este comun la reptilele erbivore, precum iguana, care au nevoie de dinți mici și zimțați pentru a apuca și a tăia hrana.

### Reproducerea
Iguanele sunt reptile care se reproduc sexual, iar masculii au două hemipene, asemănătoare cu alte reptile din ordinul Squamata. În timpul copulației, unul dintre hemipene este introdus în orificiul cloacal al femelei, proces care poate dura câteva minute.
O iguană femelă poate depune două-trei ponte de ouă într-un an, iar fiecare pontă poate conține între două și treizeci de ouă, în funcție de specie și de dimensiunea femelei. Este interesant faptul că femela poate depune ouă fertilizate chiar și cu câteva luni înainte, deoarece poate stoca sperma de la parteneri anteriori într-un organ special numit „spermatecă”. Această strategie de reproducere îi permite să aibă un succes reproductiv mai mare, chiar și atunci când nu există masculi disponibili pe teritoriul său în momentul în care este pregătită să depună din nou.
Perioada de incubație a ouălor poate varia între opt și douăzeci și opt de săptămâni, în funcție de specie și de temperatura mediului în care sunt depuse ouăle. După ce ouăle se eclozează, puii iguanei sunt complet independenți și trebuie să se ocupe singuri de hrănire și de protecție.

## Filogeneză
O filogenie bazată pe genele nucleare codificatoare de proteine, revizuită de Vidal și Hedges în 2009, sugerează că subclasa Iguania se află într-un grup cu șerpii și anguimorfii (șopârle). Aceste grupuri au o trăsătură derivată comună, respectiv o glandă bucală capabilă să secrete toxine.
Cu toate acestea, filogenia bazată pe genomurile mitocondriale întregi, așa cum a fost propusă de Rest în 2003, plasează iguana verde ca fiind cea mai apropiată rudă a sconcsului cârtiță (Plestiodon egregius).
Lepidosaurii sunt reptile cu solzi suprapuși, iar în cadrul acestui grup atât iguaniile, cât și tuatarii (Sphenodon) își proiectează limba pentru a prinde obiectele de pradă în loc să folosească fălcile, ceea ce se numește prehensiune a limbii. Iguanienii sunt singurul neam din cadrul Squamata care prezintă această trăsătură, ceea ce înseamnă că ea a fost dobândită independent atât la iguani, cât și la tuatara.
De asemenea, iguanienii sunt singurele squamate care își folosesc în principal vederea pentru a identifica și urmări prada, mai degrabă decât chimiocepția sau mirosul, și folosesc o tehnică de prindere a prăzii în ambuscadă, în loc de căutare activă. Aceste trăsături sunt adaptări specifice pentru stilul lor de viață erbivor.
Un studiu realizat de Breuil ș.a. în anul 2020 a constatat că taxonomia genului Iguana este următoarea, I. delicatissima fiind cel mai de bază membru al grupului. Speciile sunt clasificate ca subspecii pe baza definițiilor din ReptileDatabase. 
|  | I. i. insularis    |
|  |                    |
|  | I. i. sanctaluciae |
|  |                    |

|  | I. i. melanoderma |
|  |                   |
|  | I. i. iguana      |
|  |                   |

|  | I. i. insularis    |
|  |                    |
|  | I. i. sanctaluciae |
|  |                    |

|  | I. i. melanoderma |
|  |                   |
|  | I. i. iguana      |
|  |                   |

|  | I. i. insularis    |
|  |                    |
|  | I. i. sanctaluciae |
|  |                    |

|  | I. i. melanoderma |
|  |                   |
|  | I. i. iguana      |
|  |                   |

|  | I. i. insularis    |
|  |                    |
|  | I. i. sanctaluciae |
|  |                    |

|  | I. i. melanoderma |
|  |                   |
|  | I. i. iguana      |
|  |                   |

|  | I. i. insularis    |
|  |                    |
|  | I. i. sanctaluciae |
|  |                    |

|  | I. i. melanoderma |
|  |                   |
|  | I. i. iguana      |
|  |                   |

|  | I. i. insularis    |
|  |                    |
|  | I. i. sanctaluciae |
|  |                    |

|  | I. i. melanoderma |
|  |                   |
|  | I. i. iguana      |
|  |                   |

|  | I. i. insularis    |
|  |                    |
|  | I. i. sanctaluciae |
|  |                    |

|  | I. i. melanoderma |
|  |                   |
|  | I. i. iguana      |
|  |                   |

|  | I. i. insularis    |
|  |                    |
|  | I. i. sanctaluciae |
|  |                    |

|  | I. i. melanoderma |
|  |                   |
|  | I. i. iguana      |
|  |                   |

|  | I. i. insularis    |
|  |                    |
|  | I. i. sanctaluciae |
|  |                    |

|  | I. i. melanoderma |
|  |                   |
|  | I. i. iguana      |
|  |                   |

|  | I. i. insularis    |
|  |                    |
|  | I. i. sanctaluciae |
|  |                    |

|  | I. i. melanoderma |
|  |                   |
|  | I. i. iguana      |
|  |                   |

|  | I. i. insularis    |
|  |                    |
|  | I. i. sanctaluciae |
|  |                    |

|  | I. i. melanoderma |
|  |                   |
|  | I. i. iguana      |
|  |                   |

|  | I. i. insularis    |
|  |                    |
|  | I. i. sanctaluciae |
|  |                    |

|  | I. i. melanoderma |
|  |                   |
|  | I. i. iguana      |
|  |                   |

|  | I. i. insularis    |
|  |                    |
|  | I. i. sanctaluciae |
|  |                    |

|  | I. i. melanoderma |
|  |                   |
|  | I. i. iguana      |
|  |                   |

|  | I. i. insularis    |
|  |                    |
|  | I. i. sanctaluciae |
|  |                    |

|  | I. i. melanoderma |
|  |                   |
|  | I. i. iguana      |
|  |                   |

|  | I. i. insularis    |
|  |                    |
|  | I. i. sanctaluciae |
|  |                    |

|  | I. i. melanoderma |
|  |                   |
|  | I. i. iguana      |
|  |                   |

|  | I. i. insularis    |
|  |                    |
|  | I. i. sanctaluciae |
|  |                    |

|  | I. i. melanoderma |
|  |                   |
|  | I. i. iguana      |
|  |                   |

Conform bazei de date a reptilelor, specia Iguana rhinolopha este sinonimă cu Iguana iguana, fiind considerată doar o populație distinctă. Această bază de date recunoaște Iguana insularis și Iguana melanoderma ca fiind subspecii ale speciei Iguana iguana. Astfel, în cadrul acestui tratament, sunt recunoscute patru subspecii de iguană verde: Iguana iguana insularis (răspândită în Saint Vincent și Grenadine și Grenada), Iguana iguana sanctaluciae (găsită în Saint Lucia), Iguana iguana melanoderma (prezentă în părți din nordul Antilelor Mici și, posibil, în zona de coastă a Venezuelei, Insulele Virgine și Puerto Rico) și Iguana iguana iguana (întâlnită în America de Sud continentală).

### Specii extante
Două specii existente din genul „Iguana” sunt recunoscute internațional.
| Imagine | Denumire științifică | Denumire comună          | Habitat natural |
| ------- | -------------------- | ------------------------ | --- |
|         | Iguana delicatissima | Iguana din Antilele Mici | Antilele Mici: Saint Barth, Anguilla, Sint Eustatius, Guadelupa, Dominica și Martinica. |
|         | Iguana iguana        | Iguana verde             | Cea mai mare parte a Americii de Sud, Columbia spre est până în Guiana Franceză și spre sud până în nordul Argentinei. De asemenea, a fost introdusă în unele părți din Caraibe. Dacă sunt incluse și alte specii considerate anterior conspecifice, se extinde la nord până în sudul Mexicului și în sudul Caraibelor; în special în Grenada, Aruba, Curaçao, Trinidad și Tobago, Sfânta Lucia, Sfântul Vincent și Útila. |

#### Subspecie
Sunt recunoscute, de asemenea, trei subspecii caraibiene de iguane verzi:
| Imagine | Denumire științifică      | Denumire comună                   | Habitat natural                                                                           |
| ------- | ------------------------- | --------------------------------- | ----------------------------------------------------------------------------------------- |
|         | I. i. insularis           | Iguana cu coarne din Grenadine    | Saint Vincent și Grenadine și Grenada                                                     |
|         | Iguana iguana melanoderma | Iguana neagră Saba                | Saba, Montserrat, posibil și zona de coastă a Venezuelei, Insulele Virgine și Puerto Rico |
|         | I. i. sanctaluciae        | Iguana cu coarne din Sfânta Lucia | Sfânta Lucia                                                                              |

Iguana din America Centrală, cunoscută sub denumirea de Iguana rhinolopha sau Iguana iguana rhinolopha, a fost anterior considerată o specie separată, însă acum este considerată în mare măsură sinonimă cu Iguana iguana. Prezența coarnelor la aceste iguane nu indică neapărat o nouă specie sau subspecie. Cele două subspecii descrise de Iguana insularis, respectiv iguana cu coarne din Saint Lucia (Iguana iguana sanctaluciae) și iguana cu coarne din Grenadine (Iguana iguana insularis), au fost inițial descrise ca subspecii de Iguana iguana. Cu toate acestea, aceste subspecii sunt foarte asemănătoare din punct de vedere genetic, ceea ce sugerează că ele nu ar fi separate una de cealaltă.
Studiile genetice recente au recuperat Iguana rhinolopha și Iguana insularis ca specii distincte, dar Reptile Database nu este de acord cu aceste concluzii. În consecință, Reptile Database consideră Iguana rhinolopha ca fiind sinonimă cu Iguana iguana, iar Iguana insularis ca subspecie de Iguana iguana. În plus, populația de iguane verzi din Curaçao prezintă o divergență genetică semnificativă, ceea ce sugerează că aceasta ar putea reprezenta o specie sau subspecie încă nedescrisă.

## Ca hrană
Iguanele au fost întotdeauna prezente în tradițiile culinare din Mexic și America Centrală, fiind considerate o sursă importantă de hrană. Carnea de iguană este consumată și în unele părți din Statele Unite și Puerto Rico. De asemenea, ouăle de iguană sunt considerate o delicatesă în unele părți din America Latină, cum ar fi Nicaragua și Columbia, și sunt consumate de către localnici.